# Pezohippus callosus
Pezohippus callosus är en insektsart som först beskrevs av Boris Petrovich Uvarov 1926.  Pezohippus callosus ingår i släktet Pezohippus och familjen gräshoppor. Inga underarter finns listade i Catalogue of Life.